# Příjem potravy

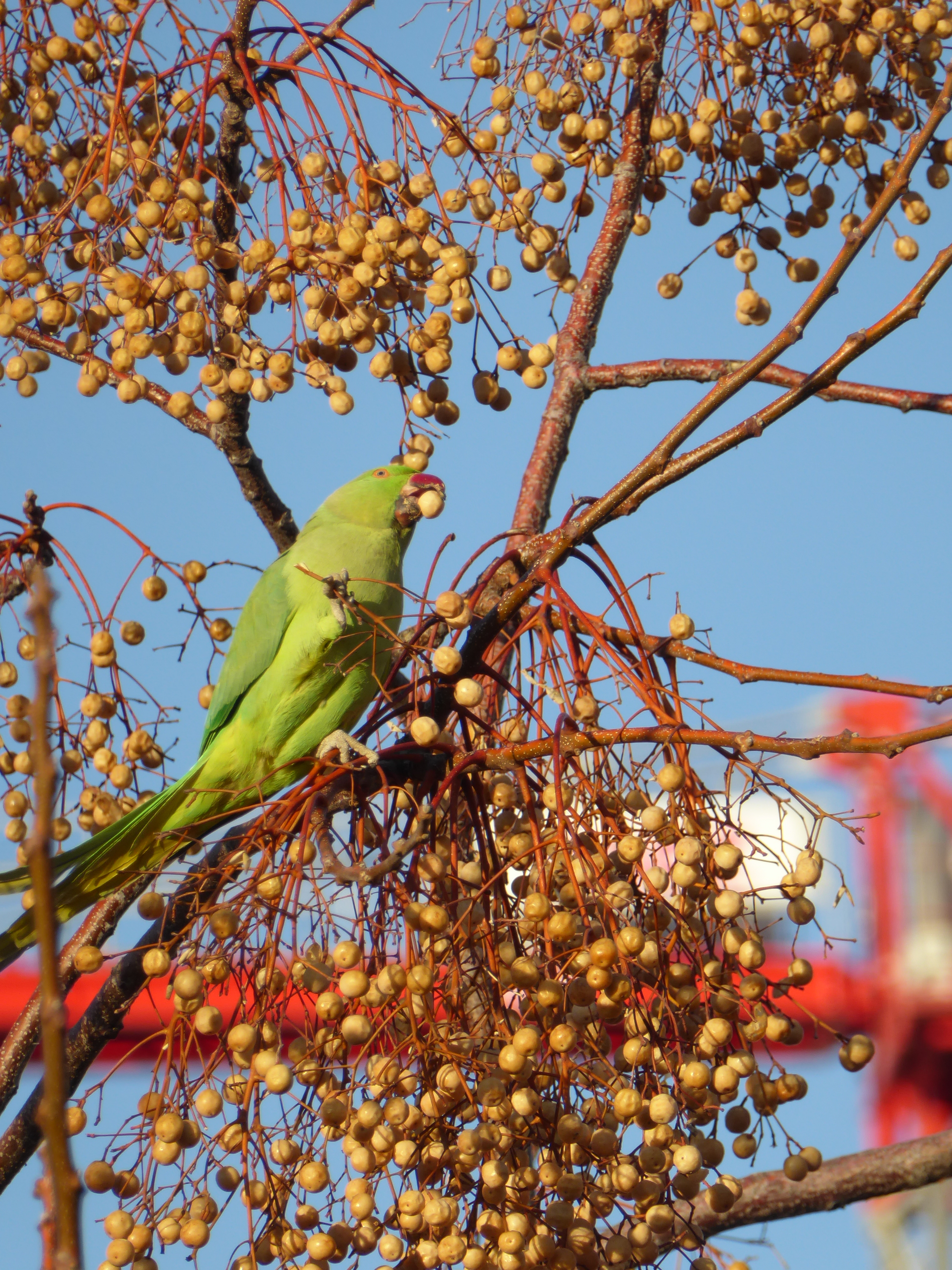
Příjem potravy

Příjem potravy (též konzumace) je proces zajišťující živočichům (či dalším heterotrofním organismům) výživné látky jakožto zdroj energie pro život a materiálu pro růst. Příjem potravy je nezbytný pro přežití; tzv. masožravci se živí jinými živočichy, býložravec konzumují rostlinný materiál, všežravci se vyživují kombinací obojího a detritovorní živočichové se živí detritem.

## Příjem potravy u lidí
Když lidé konzumují jídlo ráno, nazývá se to snídaně, v poledne oběd a večer večeře. Pokud se jí dříve, snižuje to riziko onemocnění.